# Nakalipithecus nakayamai
Nakalipithecus nakayamai – gatunek wymarłej małpy człekokształtnej żyjącej w miocenie, ok. 10 mln lat temu na terenie obecnej Kenii (Nakali, Prowincja Wielkiego Rowu), opisany na podstawie odkrytej przez zespół kenijskich i japońskich naukowców w 2005 kości szczęki i jedenastu zębów. Badacze uważają, że Nakalipithecus nakayamai może być wspólnym przodkiem goryli, szympansów i ludzi.